# محدودیت دوره
محدودیت دوره (به انگلیسی: term limit) یک محدودیت قانونی است که مدت زمان و تعداد دوره‌هایی که یک متصدی می‌تواند در یک مقام خاص مسئول باشد را محدود می‌کند. 
در یک سیستم حکومتیِ نظام ریاستی و یا نیمه‌ریاستی محدودیت‌های دوره‌ای به عنوان روشی برای مهار پتانسیل انحصار عمل می‌کنند، یعنی در شرایطی که یک رهبر عملاً به «رئیس جمهور مادام العمر» تبدیل شود. هدف از این کار محافظت از جمهوری و جلوگیری از تبدیل آن به یک دیکتاتوری دفاکتو است. محدودیت‌های دوره‌ای ممکن است به‌ صورت محدودیت مادام‌العمر در تعداد دوره‌هایی که یک مسئول می‌تواند در سِمتی خدمت کند باشند و یا به صورت محدودیت‌ در تعداد دوره‌های متوالی خدمت یک مسئول اعمال شوند.

## تاریخچه

### اروپا
محدودیت دوره به یونان باستان، جمهوری روم و همچنین جمهوری ونیز برمی گردد. در دموکراسی آتنی خدمت بسیاری از صاحبان‌ منصب محدود به به یک دوره بود. اعضای شورا حداکثر دو دوره مجاز به خدمت بودند. منصب استراتیگوس می‌توانست برای مدت نامحدودی حفظ شود. در جمهوری روم قانونی تصویب شد که سمت کنسور به یک دورهٔ واحد محدود می‌شد و حق انتخاب مجدد برای کلانترهای سالانه از جمله تریبون، ادیل، پرایتور و کنسول تا گذشت چندین سال ممنوع بود. منصب دیکتاتور (روم) اقتداری تقریباً نامحدود داشت با این استثنا که به یک دورهٔ شش‌ماهه محدود می‌شد. رهبران متوالی روم این محدودیت را تضعیف کردند تا اینکه ژولیوس سزار به یک دیکتاتور همیشگی تبدیل شد و به جمهوری پایان داد. 
محدودیت دوره توسط جمهوری نووگورود، جمهوری پسکوف، جمهوری جنوا و جمهوری فلورانس به اروپای قرون وسطی بازگردانده شد.
اولین محدودیت دورهٔ امروزی بر اساس قانون اساسی، در جمهوری اول فرانسه و تحت قانون اساسی ۱۷۹۵ ایجاد شد که دوره‌‌ای پنج‌ساله را برای دیرکتورهای فرانسوی ایجاد کرد و دوره‌های متوالی را نیز ممنوع نمود. اما در سال ۱۷۹۹ ناپلئون به همان شیوهٔ ژولیوس سزار به محدودیت‌های دوره‌ای پایان داد.  قانون اساسی فرانسه در سال ۱۸۴۸ دوباره محدودیت‌های دوره‌ای را ایجاد کرد، اما این محدودیت‌ها بار دیگر توسط ناپلئون سوم برادرزادهٔ ناپلئون لغو شدند.

### خاورمیانه و شمال آفریقا
سمت نخست وزیر در پاکستان به یک دورهٔ پنج ساله محدود می‌شد، اما این محدودیت در سال ۲۰۱۱ لغو شد.
محدودیت‌های دوره‌ای یکی از خواسته‌های اصلی معترضان در جریان بهار عربی بود.
همه‌پرسی قانون اساسی مصر در سال ۲۰۱۹ دورهٔ ریاست جمهوری را از چهار به شش سال افزایش داد و به عبدالفتاح السیسی رئیس‌جمهور این کشور اجازه داد تا برای سومین دوره یعنی یک دوره بیش از محدودیت قیدشده در قانون اساسی در سِمت ریاست جمهوری مصر خدمت کند.

## ایران

### رهبر
رهبر جمهوری اسلامی ایران با رأی دوسوم از نمایندگان مجلس خبرگان رهبری و به‌ مدت نامحدود برگزیده می‌شود، اما بر اساس اصل یکصد و یازدهم قانون اساسی هرگاه رهبر از انجام وظایف قانونی خود ناتوان شود، یا فاقد یکی از شرایط مذکور در اصول پنجم و یکصد و نهم گردد، یا معلوم شود از آغاز فاقد بعضی از شرایط بوده است، از مقام خود برکنار خواهد شد. تشخیص این امر به عهده خبرگان مذکور در اصل یکصد و هشتم می‌باشد.

### مجلس خبرگان رهبری
مدت هر دورهٔ مجلس خبرگان رهبری که اعضای آن از طریق انتخابات از بین نامزدهایی که به صورت مستقیم یا غیرمستقیم توسط رهبر تأیید شده‌اند انتخاب می‌گردند، هشت سال می‌باشد.
برای روسای مجلس خبرگان رهبری محدودیت دوره‌ای وجود ندارد، به عنوان مثال علی مشکینی از زمان تأسیس این مجلس در سال ۱۳۶۱ تا زمان مرگش در سال ۱۳۸۶ و نیز احمد جنتی از خرداد ۱۳۹۵ تاکنون ریاست این مجلس را بر عهده داشته‌اند.

### رئیس‌جمهور
رئیس‌جمهور  برای مدت چهار سال توسط رأی مستقیم مردم انتخاب می‌شود و و انتخاب‏ مجدد او به‏ صورت‏ متوالی‏ تنها برای‏ یک‏ دوره‏ بلامانع است‏.

### مجلس شورای اسلامی
- ‌ رئیس مجلس شورای اسلامی به وسیلهٔ رأی مستقیم نمایندگان مجلس شورای اسلامی برای یک دورهٔ یک ساله انتخاب می‌شود و با توجه به آئین‌نامه داخلی مجلس شورای اسلامی تکرار دوره ریاست مجلس منع قانونی ندارد.[۱۱]
- ‌ نمایندگان مجلس شورای اسلامی: بر اساس اصل شصت و سوم قانون اساسی دورهٔ نمایندگی مجلس شورای اسلامی چهار سال است. انتخابات هر دوره باید پیش از پایان دوره قبل برگزار شود به طوری که کشور در هیچ زمان بدون مجلس نباشد.[۱۲]

### قوه قضائیه جمهوری اسلامی ایران
رئیس قوهٔ قضائیه توسط رهبر جمهوری اسلامی ایران به مدت پنج سال به این سمت منصوب می‌شود.

### دیوان عالی کشور
- رئیس دیوان عالی کشور توسط رئیس قوه قضائیه و با مشورت قضات دیوان عالی کشور به مدت پنج سال به این سمت منصوب می‌شود.[۱۳]
- ‌ دادستان کل کشور توسط رئیس قوه قضائیه و با مشورت قضات دیوان عالی کشور به مدت پنج سال به این سمت منصوب می‌شود.[۱۴]